# عالم البيسبول الكلاسيكي 2013
عالم البيسبول الكلاسيكي 2013 هو الموسم 3 من  عالم البيسبول الكلاسيكي. أقيم خلال الفترة 2 مارس 2013 وحتى 19 مارس 2013، والذي يشرف على تنظيمه دوري كرة القاعدة الرئيسي، وكان عدد الأندية المشاركة فيه  28، وفاز فيه منتخب جمهورية الدومينيكان الوطني لكرة القاعدة.